# Museo civico naturalistico Severo Sini
Il Museo civico naturalistico Severo Sini è un museo di scienze naturali si trova a Villa d'Almè, in  provincia di Bergamo.
Il museo, fondato nel 1973 dal naturalista Severo Sini e riaperto ai visitatori il 24 maggio 2004, ospita le collezioni di minerali, animali, fossili, insetti, conchiglie ed erbe, da lui raccolte fin dal 1947, durante tutta la vita.
Nella sezione mineralogica sono esposti alcune migliaia di pezzi, collocati anche in cassettiere dedicate all'uso didattico. La collezione di fossili comprende reperti rinvenuti in Val Brembana e nell'area del bergamasco, mentre le conchiglie della sezione malacologica provengono dai mari di tutto il mondo.
Tra gli animali, di rilievo le collezioni di farfalle, sia locali che provenienti da altri paesi; sono esposti anche esemplari di piccoli mammiferi, uccelli e rettili imbalsamati.
L'esposizione si conclude con l'erbario, con specie arboree ed erbacee raccolte in varie regioni italiane.